# Оболенский, Андрей Филиппович
Андрей Филиппович Оболенский (1789—1871) — российский педагог; профессор Александровского лицея; действительный статский советник.

## Биография
Родился в 1789 году; происходил из духовного звания. Образование получил в Санкт-Петербургском педагогическом институте, по окончании которого, в январе 1814 года поступил преподавателем в Санкт-Петербургскую гимназию.
Через два года А. Ф. Оболенский перешёл на службу в Императорский Царскосельский лицей, где, и протекла вся его педагогическая деятельность. Сначала он занял место «гувернера» при пансионе и преподавателя латинского языка и арифметики, затем (в 1817 году) был назначен помощником при профессоре нравственных наук А. П. Куницыне, а с 1820 года в качестве помощника профессора барона Е. В. Врангеля преподавал на младших курсах психологию (по учебнику Фриса), логику и нравственную философию (по учебнику Герлаха).
В 1822 году Андрей Филиппович Оболенский был уволен от должности гувернера при пансионе и назначен гувернером при лицее, а через четыре года оставил и эту должность.
В 1826 году Оболенский был утверждён в звании адъюнкт-профессора нравственных наук и кроме того был назначен инспектором лицея, в последней должности Оболенский оставался до 1843 года.
В 1833 году А. Оболенский был утверждён профессором нравственных наук, и в этом званий читал гражданские законы, финансовое право и законы благоустройства и благочиния до выхода в отставку (16 ноября 1861 года).
Оставив службу в Царскосельском лицее, Оболенский однако не отстранился от общественной деятельности. Так, в том же 1861 году он был избран мировым посредником, с введением же мирового института был избран в мировые судьи, а затем и председателем мирового съезда. Но ослабевшие силы и преклонные годы заставили Оболенского за три года до смерти отказаться от какой бы то ни было деятельности: он уехал в свое имение в Лужском уезде Санкт-Петербургской губернии, где и скончался 7 января 1871 года.
Из общественной деятельности Оболенского наибольшей известностью пользуется его служба в лицее, в качестве инспектора и профессора. Большинство отзывов о педагогической деятельности Оболенского сдержаны или же критичны. Более доброжелательную характеристику его, как профессора, дал в своих воспоминаниях академик К. С. Веселовский. «Лекций Оболенского» — говорит он — «были хорошо приноровлены к степени познаний и развития его слушателей. Речь его была строго обдуманной, плавной и ровной, она всегда была полна содержания. Его лекции психологии и нравственной философии слушались нами внимательно и охотно». Зато другие воспоминания отзываются о нём неодобрительно. Так, один из бывших лицеистов утверждает, что Оболенский читал логику и психологию «наискучнейшим образом»; плохое воспоминание о лекциях Оболенского оставил и барон Н. А. Корф.
Если в оценке педагогической деятельности взгляды современников не во всём совпадают, за то все бывшие лицеисты, оставившие воспоминания об Оболенском, единогласно свидетельствуют что, как инспектор, он был нелюбим воспитанниками. «Это был бесспорно умный и знающий человек», — говорится в одном воспоминании, — «но в характере его не было ни прямоты, которая так приковывает к себе молодежь, ни благородного образа действий… Я и теперь убежден, что здраво педагогических приемов уменья вести дело нашего воспитания в нём не было». Неодобрительно отзывается об этой стороне инспекторского надзора Оболенского и К. С. Веселовский, но словам которого — тайный осмотр книг и тетрадей воспитанников, и слежка за учениками были излюбленными педагогическими приемами Оболенского, как инспектора.
Кроме обязанностей инспектора и профессора, А. Ф. Оболенский временно исполнял должность директора лицея, библиотекаря, кроме того, с 1829 по 1832 гг. был членом комиссии, учрежденной для перестройки здания, назначенного для Александровского кадетского корпуса, с 1835—1836 гг. состоял членом комиссии для разбора архивов лицея, а с 1846—1848 гг. принимал участие в занятиях комитета для рассмотрения проекта нового устава лицея, наконец, в 1848 году был утвержден членом совета Александровского лицея.
За усердное исполнение как своих прямых, так и временно налагаемых обязанностей, Оболенский часто награждался начальством и удостаивался знаков Высочайшего благоволения. По службе дошёл до чина действительного статского советника, которым был пожалован 6 декабря 1840 года. Имел ордена: Св. Станислава 3-й ст. (12.12.1835), Св. Анны 2-й ст. (19.01.1838; императорская корона к ордену пожалована 22.05.1845); 22 августа 1846 года получил знак отличия беспорочной службы за XXX лет.
Умер 7 (19) января 1871 года в Лужском уезде Санкт-Петербургской губернии.